# Carthage (Illinois)
Carthage je grad u američkoj saveznoj državi Ilinois. Prema popisu stanovništva iz 2010. u njemu je živjelo 2.605 stanovnika.